# Henk Knol (dichter)
Henk Knol (Overschild, 8 maart 1955) is een Nederlands dichter van protestantse signatuur. De dichtbundel Toch maar de tuin geruimd was in 1990 zijn debuut.

## Levensloop
Knol werd geboren en groeide op in het Groningse dorp Overschild als tweede zoon in een gereformeerd gezin met zeven kinderen. Hij studeerde aan de sociale academie in Zwolle en werkte vanaf het einde van de jaren zeventig in de jeugdzorg voor verschillende instellingen, sinds 1982 voor de Stichting De Driehoek (tegenwoordig Stichting Gereformeerd Jeugdwelzijn) in Ede en Amersfoort. Naast zijn werk in de jeugdzorg publiceerde Knol in een gestaag tempo verschillende bundels en werkt hij als kunstschilder. Henk Knol is getrouwd en heeft vijf kinderen, een zoon en vier dochters, en woont in Ede. Hij is een groot bewonderaar van het oeuvre van o.a. Jan Hanlo en Chr. J. van Geel alsook van het werk van Bob Dylan.

## Werk
Knol publiceerde vanaf 1983 in verschillende literaire tijdschriften als Woordwerk, Bloknoot, Maatstaf en Liter. Geloof en geloofstwijfel, het dorp Overschild en de dood zijn elementen die een terugkerend thema vormen in Knols poëzie. In 1990 verscheen zijn debuut Toch maar de tuin geruimd, vier jaar later gevolgd door Ander hooglied, een bibliofiele uitgave in samenwerking met beeldend kunstenaar Libbe Venema en grafisch vormgever Steven van der Gaauw. Zijn derde bundel Houdbaar stof kwam uit in 2000 (Mozaïekreeks, Zoetermeer). In 2006 verscheen Knols dichtbundel De overtijd bij uitgeverij Mozaïek.
Aan het tijdschrift Liter is Henk Knol sinds 2004 verbonden als redacteur. Behalve de eerder genoemde dichtbundels publiceert Knol met regelmaat werk in opdracht, zoals voor het Nederlands Dagblad, of de reeks 'Kruidentuin' in de publicatie Huis Kernhem (2003). Diverse gedichten van Knol zijn in zeefdruk verschenen, zoals het gedicht 'Tot een kruisbeeld', in een ontwerp van grafisch vormgever Steven van der Gaauw. Henk Knol werkte bovendien mee aan diverse poëziefestivals.
Werk van Henk Knol is opgenomen in verschillende bloemlezingen, waaronder Een zucht als vluchtig eerbetoon (Meulenhoff/Manteau, 1995), Het evangelie volgens dichters (Lannoo/Atlas), Vrede is eten met muziek. Sporen van oorlog in de Nederlandse poëzie (Van Gennep, Amsterdam 2005) en 25 jaar Nederlandstalige poëzie 1980-2005 in 666 en een stuk of wat gedichten (BnM Uitgevers, Nijmegen 2006).

## Publicaties
- Toch maar de tuin geruimd (1990)
- Ander hooglied (1994)
- Houdbaar stof (2000)
- De overtijd (2006)
- Schoon vlees (2013)